# Anders Christensen (bassist)
 Der er flere personer med dette navn, se Anders Christensen.
Anders Christensen (født 1972 i Vejle) er en dansk bassist.
Christensen har gjort sig bemærket på den danske og internationale jazzscene med den danske Jakob Bro trio, bestående af guitarist Jakob Bro, trommeslager Jacob Høyer og bassist Anders Christensen. Herudover har Anders Christensen spillet med en polske trompetist Tomasz Stanko i dennes kvintet, hvor også Jakob Bro spiller med.
Anders Christensen er endvidere en del af Jakob Dinesens trio, der også inkluderer trommeslageren Laust Sonne fra rockbandet D-A-D. Sammen udgav de albummet Blessings i 2021, som fik fem ud af seks stjerner i musikmagasinet GAFFA.
Han var tidligere fast medlem i trommeslager Paul Motians ensemble, og har spillet koncerter med Tom Harrell, Joe Lovano og Lee Kontiz m.fl.
Han udgav i november 2009 den første udgivelse i eget navn med titlen, Anders Christensen trio Dear Someone. Anders Christensens trio består af trommeslager Paul Motian og pianist Aaron Parks.
Anders Christensen bruger forskellige elektriske basser, ofte Fender Precision Basser af ældre dato. Han bruger Ampeg og Fender basanlæg.

## Samarbejde
Også på den danske rock- og popscene har Anders Christensen spillet med en række solister og grupper, bl.a.
- Naja Rosa Koppel
- Caroline Henderson
- The Raveonettes
- Rhonda Harris (Nikolaj Nørlund)
- Marie Fisker
- The Savage Rose
- Sort Sol
- Kira Skov

## Andet
Han har siden 2007 dannet par med sangerinden Mette Lindberg.

## Diskografi
Med Jakob Dinesen, Anders Christensen, Laust Sonne
- Blessings (2021)